# Scottish Division One 1906/1907
Sedmnáctý ročník Scottish Division One (1. skotské fotbalové ligy) se konal od 15. srpna 1906 do 15. května 1907.
Soutěže se zúčastnilo 16 klubů a vyhrál ji posedmé ve své historii a obhájce minulých dvou ročníku Celtic FC. Nejlepším střelcem se stal již posedmé v kariéře hráč Celticu Jimmy Quinn, který vstřelil 29 branek.